# Lisimaquea d'Etòlia
Lisimaquea o Lisimaquia (en grec antic: Λυσιμάχεια, llatí: Lysimachia) fou una ciutat d'Etòlia situada a la riba sud del llac Híria, posteriorment anomenat Llac de Lisimaquea, entre el riu Aqueloos i el Llac Tricònida.
La ciutat va ser fundada fundada segurament per Arsínoe, que li va donar el nom del seu primer marit, Lisímac de Tràcia, qui va ampliar la veïna ciutat de Conope, rebatejada Arsínoe. La ciutat, segons Estrabó, era entre Pleuron i Conope, i Titus Livi la situa a la via que anava de Naupacte i Calidó fins a Estratos. Era ja deserta en temps d'Estrabó.
El 1927, la vila de Murstianu (grec: Μουρστιάνου) fou reanomenada Lysimákheia en referència a l'antiga Lisimaquea.